# Crassatellidae
Crassatellidae zijn een familie van tweekleppigen uit de orde Carditida.

## Taxonomie
De volgende taxa zijn bij de familie ingedeeld:
- † Geslacht Chattonia Marwick, 1929
- Geslacht Crassatina Kobelt, 1881
- Geslacht Elsius M. Huber, 2015
- † Geslacht Spissatella Finlay, 1926
- † Geslacht Triplicitella K. S. Collins, Crampton & M. Hannah, 2014
- Onderfamilie Crassatellinae
  - Geslacht Bathytormus Stewart, 1930
  - Geslacht Chattina M. Huber, 2010
  - Geslacht Crassasulca H. E. Vokes, 1988
  - Geslacht Crassatella Lamarck, 1799 (= Crassatellites)
  - Geslacht Crenocrassatella Habe, 1951
  - Geslacht Eucrassatella Iredale, 1924 (= Eucrassinella, Marvacrassatella)
  - Geslacht Fluctiger Iredale, 1924
  - Geslacht Hybolophus Stewart, 1930
  - Geslacht Indocrassatella Chavan, 1952
  - Geslacht Kalolophus DeVries, 2016
  - Geslacht Nipponocrassatella Kuroda & Habe in Kuroda et al., 1971
  - Geslacht Salaputium Iredale, 1924
  - Geslacht Talabrica Iredale, 1924
  -  † Geslacht Tilicrassatella DeVries, 2016
- Onderfamilie Scambulinae Chavan, 1952
  - Geslacht Crassinella Guppy, 1874 (= Pseuderiphyla)